# Hidrofilno-lipofilno ravnotežje
Hidrofilno-lipofilno ravnotežje (HLB) neke površinsko aktivne snovi je merilo, s katerim označujemo, do katere mere je ta hidrofilna ali lipofilna. Skupno vrednost se določi z izračunom vrednosti za različne dele molekule, kot je opisal Griffin leta 1949 in 1954. Druge metode, ki so bile predlagane zlasti leta 1957, so s strani Daviesa.

## Griffinova metoda
Griffinova metoda za neionogene površinsko aktivne snovi, kot je bila opisana leta 1954, se glasi:
{\displaystyle HLB={\frac {20\cdot M_{hidrofilnega\ dela\ molekule}}{M_{celotne\ molekule}}}}
V števcu je molekulska masa hidrofilnega dela molekule, pomnožena z dvajset, v imenovalcu pa molekulska masa celotne molekule, kar daje rezultat na lestvici od 0 do 20. Vrednost HLB = 0 ustreza popolnoma lipofilni/hidrofobni molekuli, vrednost HLB = 20 pa popolnoma hidrofilni/lipofobni molekuli.
Vrednost HLB se lahko uporablja za napovedovanje lastnosti površinsko aktivne snovi:
- < 6 : topno v olju (netopno v vodi)
- 6–10: disperzibilno v vodi
- > 10 : topno v vodi (netopno v olju)
- 1,5–3: protipenilec[1]
- 3–6: emulgator tipa V/O (voda v olju)
- 7–9: močljivec[1]
- 13–15: detergent[1]
- 12–16: emulgator tipa O/V (olje v vodi)
- 15–18: solubilizator ali hidrotrop[1]

## Daviesova metoda
Leta 1957 je Davies predlagal metodo, ki temelji na izračunu vrednosti na podlagi funkcionalne skupine molekule. Prednost te metode je, da upošteva učinek močnejših in šibkejših hidrofilnih skupin. Metoda se glasi:
{\displaystyle HLB=7+\sum _{i\mathop {=} 1}^{m}H_{i}-n\times 0.475}
{\displaystyle m}: število hidrofilnih skupin v molekuli
{\displaystyle H_{i}}: vrednost {\displaystyle i}-te hidrofilne skupine (glej preglednice)
{\displaystyle n}: število lipofilnih skupin v molekuli
| hidrofilne skupine               | število skupine |
| -------------------------------- | --------------- |
| -SO4−Na+                         | 38,7            |
| -COO−K+                          | 21,1            |
| -COO−Na+                         | 9,4             |
| N (terciarni amin)               | 9,4             |
| ester (sorbitanski obroč)        | 6,8             |
| ester (prosti)                   | 2,4             |
| -COOH                            | 2,1             |
| hidroksilnih (brezplačno)        | 1,9             |
| -O-                              | 1,3             |
| hidroksilnih (sorbitanski obroč) | 0,5             |

| lipofilne skupine | število skupine |
| ----------------- | --------------- |
| -CH-              | -0,475          |
| -CH2-             | -0,475          |
| CH3-              | -0,475          |
| =CH-              | -0,475          |